# Черкасівка (Хмельницький район)
Черкасі́вка — село в Україні, у Зіньківській сільській громаді Хмельницького району Хмельницької області. Населення становить 75 осіб.

## Історія
12 червня 2020 року, відповідно до розпорядження Кабінету Міністрів України № 727-р «Про визначення адміністративних центрів та затвердження територій територіальних громад Хмельницької області», увійшло до складу Зіньківської сільської громади.
19 липня 2020 року, після ліквідації Віньковецького району, село увійшло до Хмельницького району.

## Відомі люди

### Народилися
- Загородній Олександр Васильович — журналіст «1+1».